# Parnassia californica
Parnassia californica är en benvedsväxtart som först beskrevs av Gray, och fick sitt nu gällande namn av Greene. Parnassia californica ingår i släktet Parnassia och familjen Celastraceae. Inga underarter finns listade.

## Bildgalleri

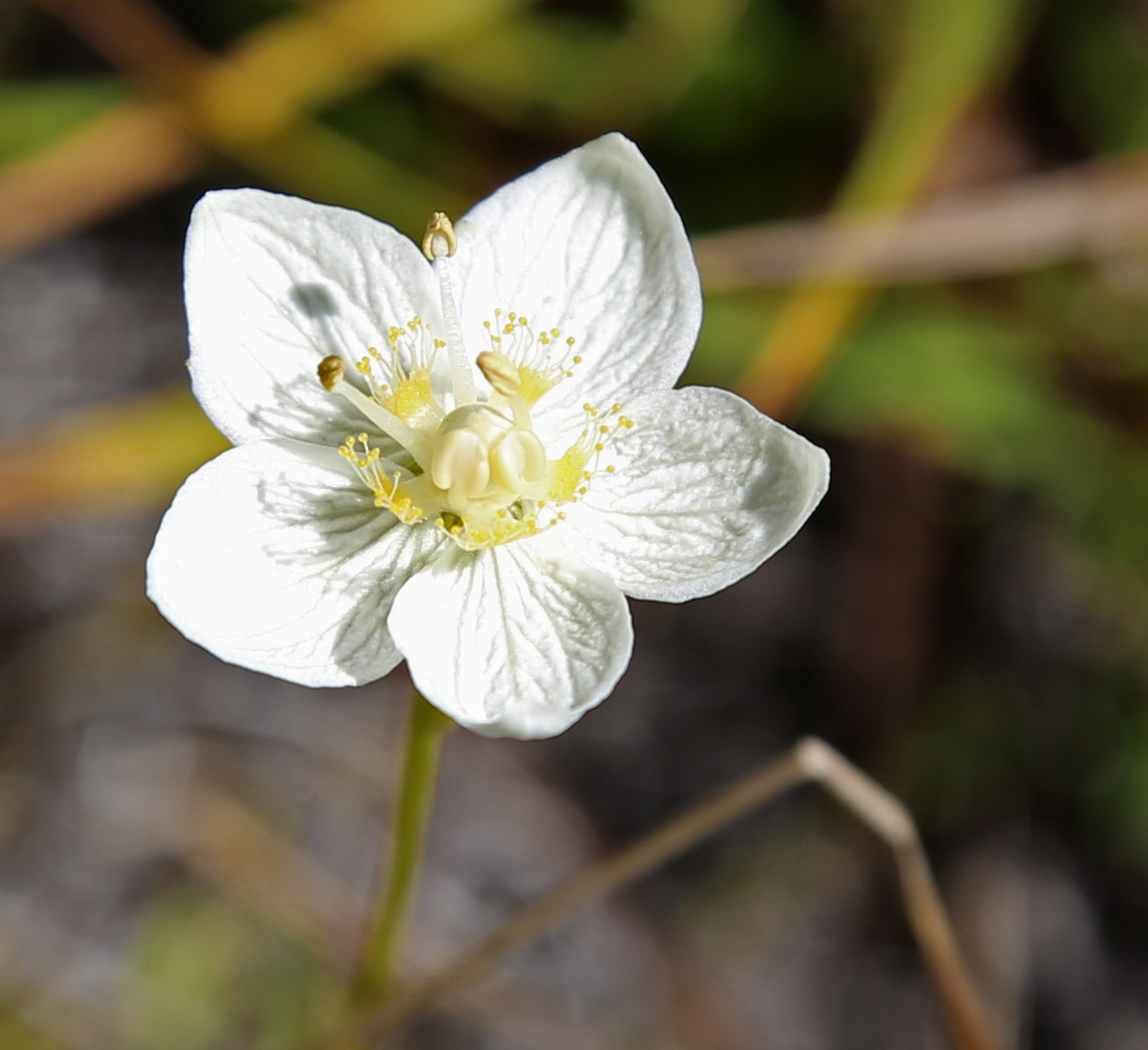